# Toubia El Khazen z Bekaata Kanaan
Toubia Kaiss El Khazen z Bekaata Kanaan (zm. 19 maja 1766) – duchowny katolicki kościoła maronickiego, w latach 1756–1766 62. patriarcha tego kościoła - "maronicki patriarcha Antiochii i całego Wschodu".
W 1733 został mianowany biskupem Nablusu, w 1736 biskupem Cypru, a w 1755 biskupem Trypolisu w Libanie.